# Sergio Pignedoli
Sergio Pignedoli (Castelnovo ne' Monti, 4 de junio de 1910-Reggio Emilia, 15 de junio de 1980) fue un cardenal italiano de la Iglesia católica. Sirvió como presidente de la Secretaría para No-cristianos (1973-1980), y fue nombrado cardenal en 1973. Pignedoli fue considerado uno de los principales candidatos al papado en el Cónclave de agosto de 1978, tras la muerte de Pablo VI en 1978.

## Biografía

### Formación
Nació el 4 de junio de 1910 en Felina di Reggio Emilia. Estudió en el seminario en Reggio Emilia, en la Universidad católica de Milán, recibiendo un doctorado en estudios antiguos, la Pontificia Universidad Lateranense, obteniendo un doctorado en teología, y en la Pontificia Universidad Gregoriana, donde fue maestro en historia eclesiástica. Además de hablar italiano como lengua materna, hablaba con fluidez el inglés y un poco de francés.

### Sacerdocio
Fue ordenado sacerdote el 1 de abril de 1933. Durante la Segunda Guerra Mundial, desde 1940 a 1943, Pignedoli sirvió como capellán, y continuó dicho trabajo en la Acción Católica. También fue secretario del Comité Central para el Año Santo en 1950, donde comentó:  «En este año, el descubrimiento grande será mundial, aparentemente escéptico e indiferente. Hay una corriente enérgica de fe».

### Episcopado
El 22 de diciembre de 1950,  fue nombrado arzobispo titular de Iconium y nuncio en Bolivia. Pignedoli recibió la consagración episcopal el 11 de febrero de 1951 en manos del cardenal Adeodato Giovanni Piazza, OCD, junto al arzobispo Valerio Valeri y al obispo Beniamino Socche como co-consagradores en la Basílica de San Pablo Extramuros. Después de servir como nuncio en Bolivia por cuatro años, fue nombrado nuncio en Venezuela el 19 de octubre de 1954. Luego, el 15 de abril de 1955, fue nombrado obispo auxiliar de Milán, donde quedó hasta el 23 de septiembre de 1960; durante su tiempo en la Archidiócesis de Milán, Pignedoli estableció una amistad profunda con Giovanni Battista Montini quien posteriormente se convertiría en el papa Pablo VI. Desde 1964 hasta 1967, aguantó las posiciones de nuncio apostólico en África Central, Occidental y en Canadá. También asistió al Concilio Vaticano II desde su comienzo hasta su fin.
Pablo VI nombró a Pignedoli Secretario de la Congregación para la Evangelización de los Pueblos el 10 de junio de 1967.

### Cardenalato
Fue creado cardenal diácono de S. Giorgio in Velabro en el consistorio de la Iglesia el 5 de marzo de 1973. Al día siguiente, fue elegido segundo presidente de la Secretaría para No-cristianos, y más tarde rebautizó el Pontificio Consejo para el Diálogo Interreligioso por Juan Pablo II el 28 de junio de 1988.
En su capacidad de cardenal, era uno del electores en los cónclaves de agosto y octubre de 1978, en donde seleccionó a Juan Pablo I y a Juan Pablo II respectivamente. Durante el cónclave de agosto de 1978, Pignedoli se sentó a la derecha del altar en la Capilla Sixtina. Fue considerado por muchos como Papable en ambos cónclaves.

### Fallecimiento
Murió de una embolia pulmonar durante una visita a Reggio Emilia, a los setenta años.